# Польсько-фінські відносини
Польсько-фінські відносини (фін. Puolan ja Suomen suhteet) — двосторонні дипломатичні відносини між Фінляндією та Польщею.
Обидві країни є повноправними членами Європейського Союзу та Ради держав Балтійського моря.

## Історія
8 березня 1919 Польща стала сімнадцятою країною, яка визнала незалежність Фінляндії.
1 травня 2019 заступник голови ЄС Юрка Катайнен на засіданні у Варшаві у різких висловлюваннях розкритикував Польщу за те, що країна ставиться до Євросоюзу як до механізму для заробітку грошей і не виконує базових принципів ЄС.
У Варшаві діє посольство Фінляндії, очолюване послом Юхою Оттманом.

## Економічні відносини
У 2015 товарообіг між Фінляндією та Польщею склав 2,8 мільярда євро.

## Військова співпраця
У 2017 Польща стала однією з країн, куди Фінляндія експортувала максимальну кількість озброєння.
У квітні 2017 Польща стала однією з десяти країн-співзасновниць Європейського центру протидії гібридним загрозам, відкритого в Гельсінкі.

## Екологічні проекти
У 1990 Фінляндія і Польща підписали двосторонню угоду про захист навколишнього середовища.
У червні 2013 Комісія із захисту морського середовища Балтійського моря (ХЕЛКОМ) на своєму засіданні в Гельсінкі розглянула рапорти країн-членів про викиди фосфору в Балтійське море. Було констатовано, що у польському місті Гданську виявлено джерело масштабного викиду фосфору, що викликає евтрофікацію Балтійського моря (за оцінкою фонду John Nurmisen säätiö, обсяг викиду фосфору з гіпсової гори у Гданську становить до 500 тонн на рік). Фінляндія та Польща вирішили створити спільну групу дослідників для вивчення підозр.